# Моргі (Сокульський повіт)
Моргі (пол. Morgi) — село в Польщі, у гміні Суховоля Сокульського повіту Підляського воєводства.
Населення — 39 осіб (2011).
У 1975—1998 роках село належало до Білостоцького воєводства.

## Демографія
Демографічна структура станом на 31 березня 2011 року:
|          | Загалом | Допрацездатний вік | Працездатний вік | Постпрацездатний вік |
| -------- | ------- | ------------------ | ---------------- | -------------------- |
| Чоловіки | 24      | 5                  | 14               | 5                    |
| Жінки    | 15      | 3                  | 6                | 6                    |
| Разом    | 39      | 8                  | 20               | 11                   |